# منشعب
المنشعب عند الصرفيين هو المزيد أي الأبنية المتفرعة من أصل بإلحاق حرف من حروف الزوائد التي يجمعها قولهم «هويت السمان» نحو أكرم أو بتكرير عين الفعل من أي حرف كان نحو كرم.